# Hochland (Landschaft)

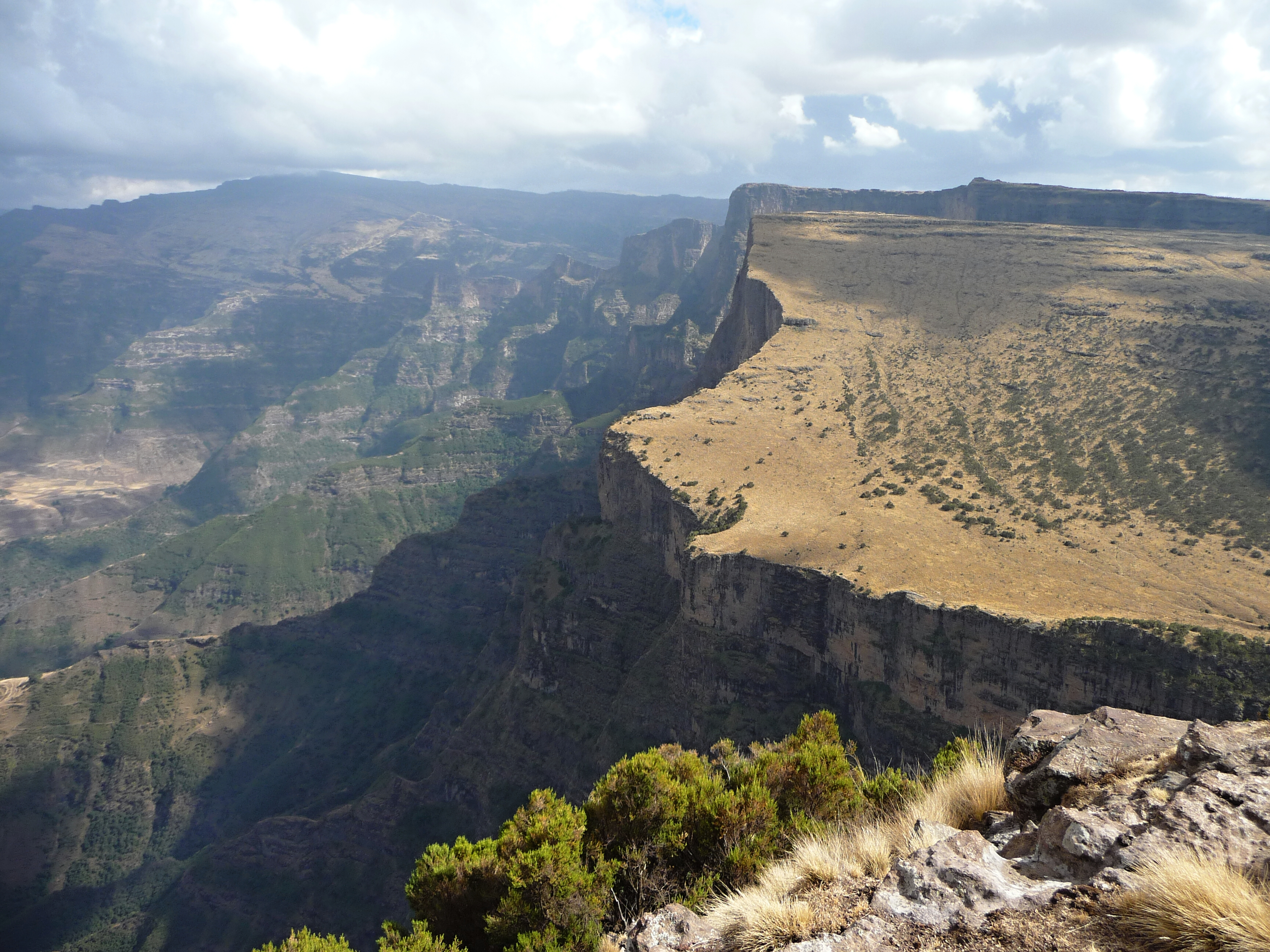
Semian Mountains im Hochland von Abessinien: Ein Mosaik aus Hochplateaus und Gebirgszügen

Hochland ist ein Oberbegriff für Landformen, die sich aus dem umgebenden Tiefland deutlich erkennbar aufwölben. Es ist nicht festgelegt, ob es sich dabei um Gebirge, Hochebenen, Hügelländer oder Stufenlandschaften handelt. Entscheidend ist weder die absolute Meereshöhe, noch ein abweichendes Gebirgsklima, sondern lediglich der relative Höhenunterschied innerhalb einer für den Betrachter zusammengehörigen, meist homogen erscheinenden Landschaft. Der Ausdruck wird demnach unscharf verwendet: Bei Regionen der Erde, die das Wort Hochland im Namen führen, kann es sich etwa um mehr oder weniger reliefarme Hochebenen oder aber um großflächige Berglandschaften mit sowohl hohen Plateaus als auch stark gegliederten Gebirgen handeln.
Nach Meyers Lexikon von 1907 bezeichnet Hochland „im Gegensatz zur Niederung oder zum Tiefland und zum Flachland das Gebirgsland und die Hochebenen; auch vorzugsweise größere, politisch oder ethnographisch selbständige Landstriche von beträchtlicher Meereshöhe (z. B. Savoyen, Abessinien) oder hochgelegene ausgedehntere Partien von Erdteilen, z. B. das Hochland von Ostasien“.
In den Geowissenschaften werden Hochländer abstrakt als Massenerhebungen bezeichnet (siehe auch: Massenerhebungseffekt der Klimatologie).

## Verschiedene Hochländer

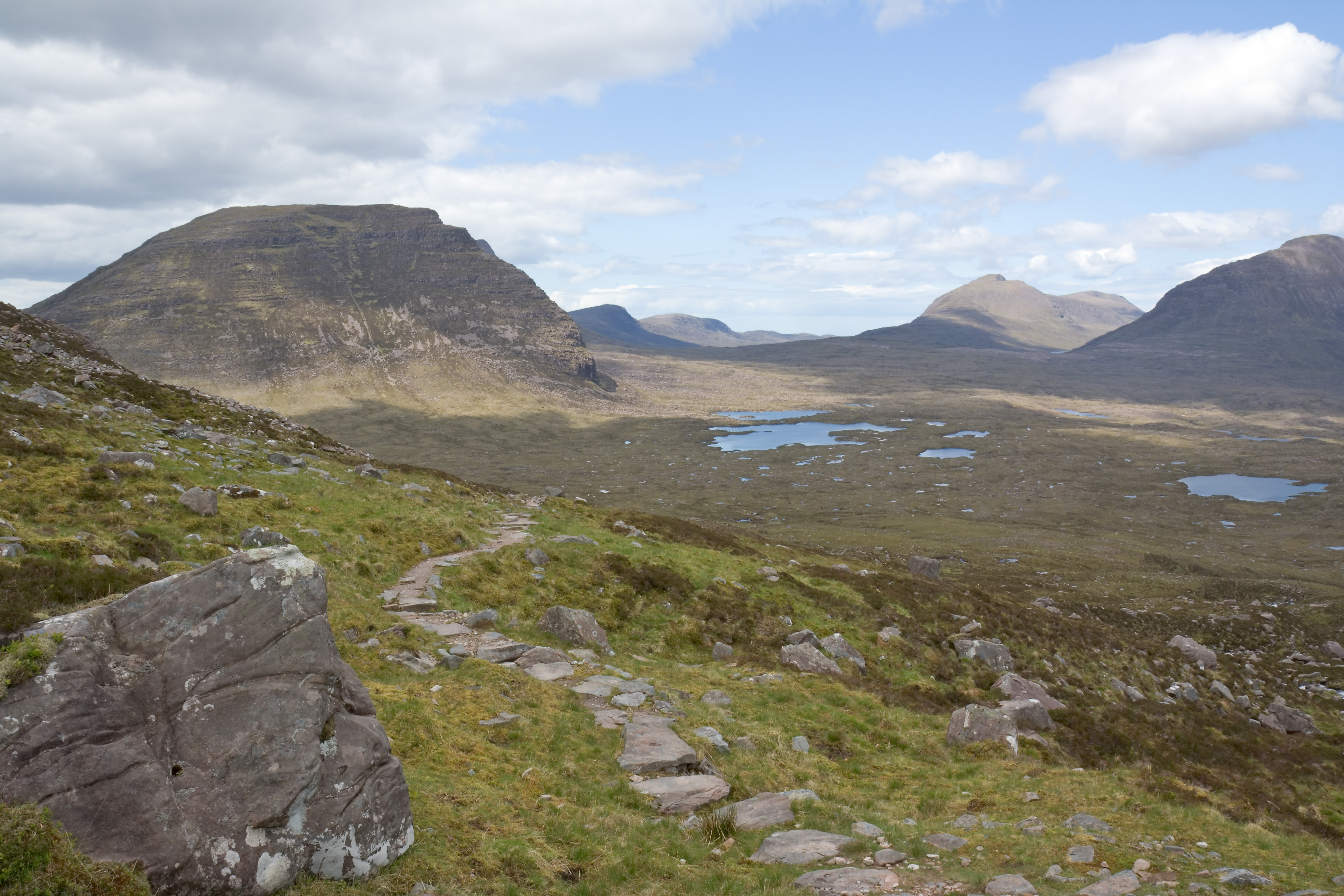
Die Highlands von Schottland werden häufig mit dem Begriff Hochland assoziiert

Die folgende Liste nennt Regionen, die das Wort Hochland (beziehungsweise Entsprechungen in anderen Sprachen) im Namen führen. Eine Differenzierung nach den geologischen Formen erfolgt nicht.

### Afrika
- Hochland von Abessinien beziehungsweise Hochland von Äthiopien
- Hochland von Adamaua
- Hochland von Barka
- Hochland von Bié
- Bergland von Fouta Djallon
- Khomashochland
- Niederguineaschwelle
- Hochland von Ruanda
- Hochland der Schotts
- Hochland von Somali
- Hochland von Südafrika

### Amerika
- Hochland von Bolivien (Altiplano)
- Hochland von Guayana
- Hochland von Mexiko

### Asien
- Aldanhochland
- Hochland von Anatolien
- Hochland von Dekkan
- Hochland von Iran
- Hochland von Jemen
- Hochland von Oimjakon
- Mongolisches Hochland
- Patomhochland
- Stanowoihochland

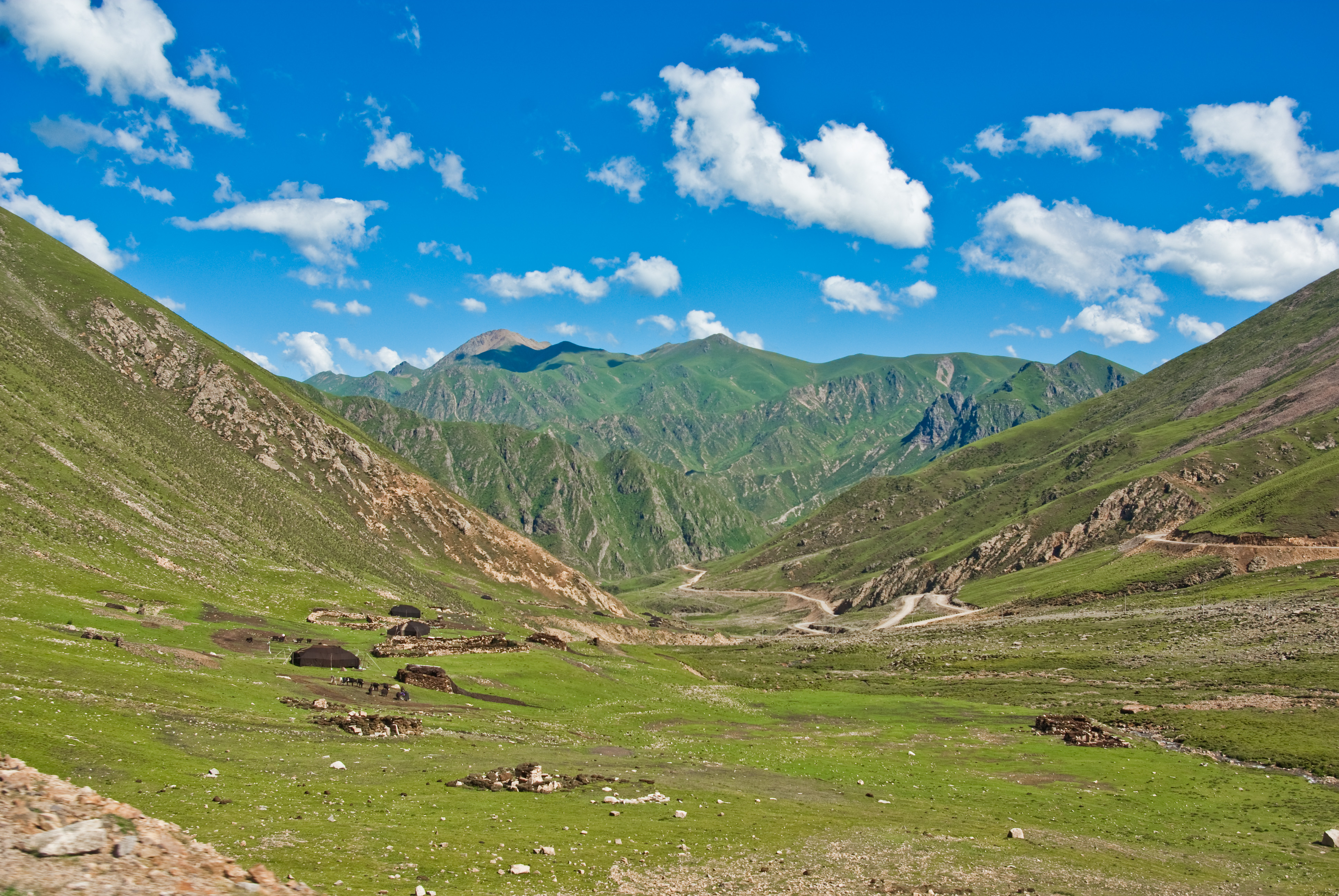
Tibet liegt im höchsten und größten Hochland der Erde

- Hochland von Tibet in Hochasien, der größten Massenerhebung der Erde
- Hochland von Tschukotka
- Hochland von Yunnan

### Europa
- Hochland von Kastilien
- Hochland von Schottland
- Isländisches Hochland
- Südschwedisches Hochland

### Australien/Ozeanien
- Hochland von Papua-Neuguinea

### Antarktika
- Amerikanisches Hochland